# باول بوتشر
باول بوتشر (بالإنجليزية: Paul Butcher) هو لاعب كرة قدم أمريكية أمريكي، ولد في 8 نوفمبر 1963 في ديترويت في الولايات المتحدة.

## وصلات خارجية
- باول بوتشر على موقع مرجع كرة القدم المحترفة.كوم (الإنجليزية)